# Síndrome de Cenicienta

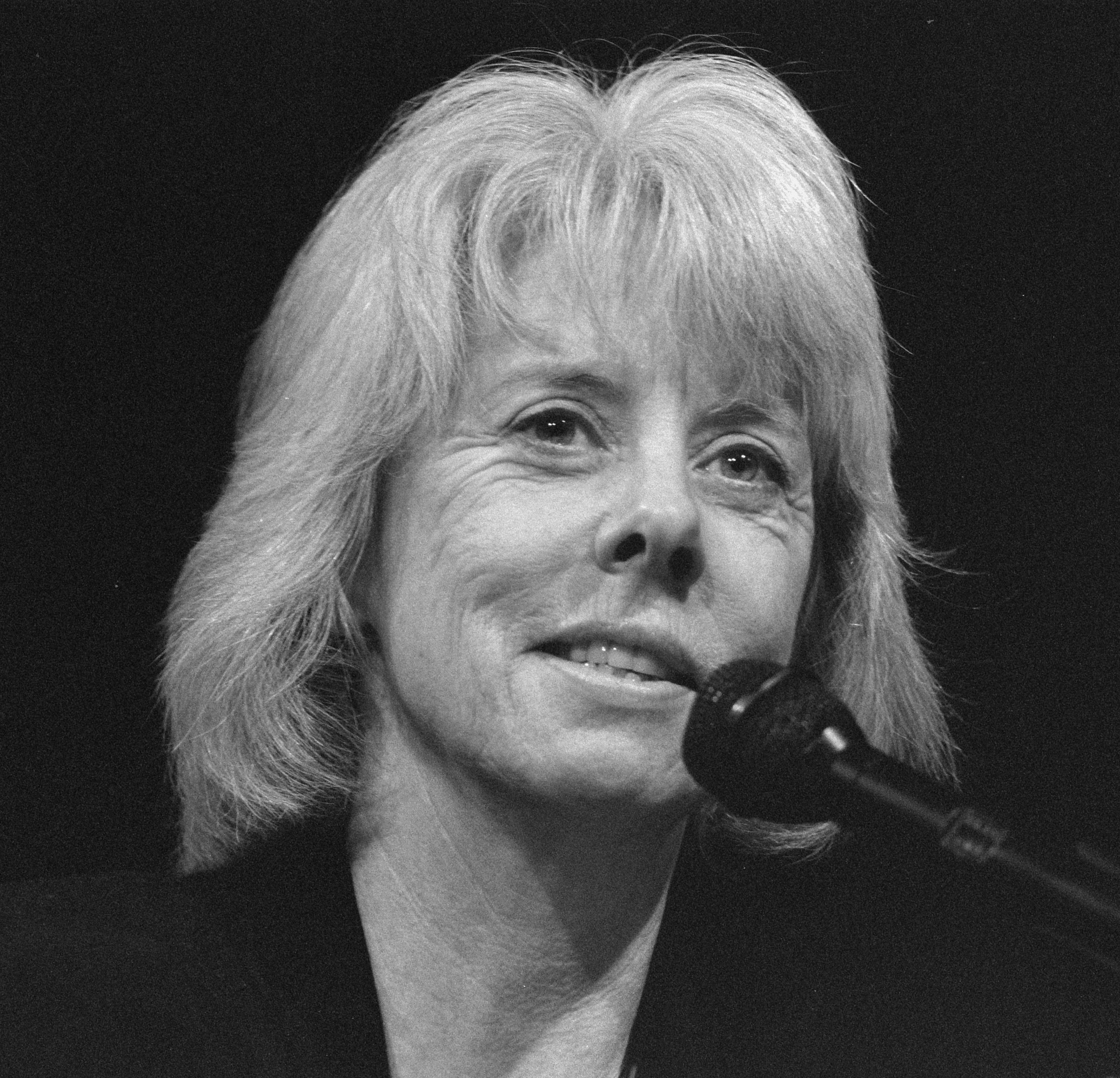
Fotografía de la escritora Estadounidense Colette Dowling.

El síndrome de Cenicienta fue creado por el Dr. Peter K. Lewin en 1976, en una carta al editor de la revista Canadian Medical Association Journal. En ella se describen las falsas acusaciones de algunos niños adoptados, de ser maltratados o descuidados por sus madres adoptivas.
El complejo de Cenicienta fue descrito por primera vez por Colette Dowling, quien escribió un libro sobre el miedo de las mujeres a la independencia, como un deseo inconsciente de ser atendidas por otros, basándose principalmente en el temor de ser independientes. El complejo, se dice, es cada vez más evidente a medida que la persona envejece.
Colette Dowling intentó definir a las mujeres con este síndrome como motivadas por un deseo inconsciente de ser cuidadas, como consecuencia a un miedo de ser independiente.
Este fenómeno puede ser definido como un síndrome y se caracteriza por una serie de motivaciones específicas o causas. Dowling identifica sólo una de las motivaciones, mientras que el síndrome es en realidad una combinación de muchas motivaciones, que son en sí mismas características que conforman un complejo.

## Nomenclatura
Este complejo lleva el nombre de la Cenicienta, personaje de cuentos folclóricos e infantiles europeos colectados por Charles Perrault y los hermanos Grimm. Se basa en la idea de las mujeres que retratan en la historia, por ser hermosas, elegantes y amables, pero que no pueden ser personajes fuertes ni independientes, y que deben ser rescatadas por una fuerza externa, por lo general un hombre (por ejemplo, el Príncipe).